# Landschrijver
Een landschrijver was een griffier zoals gebruikelijk in de provincies Groningen en Drente . 

## Drenthe
In de Landschap Drenthe was de landschrijver voor 1614 de particulier en algemeen secretaris van de drost. Na 1614 was de landschrijver een rechtsgeleerde (Romeins recht) en was hij griffier van de etstoel en van de goorsprake. Bij de goorsprake (in de zes dingspelen van Drenthe) trad hij na verloop van tijd in plaats van de drost op als voorzitter. Ook was hij belast met het vooronderzoek. In de achttiende eeuw was hij de ambtelijke spil waar de rechtsorganisatie om draaide.